# Alberto Baeza
Luis Alberto Baeza Mena (* 6. Dezember 1938), auch bekannt unter dem Spitznamen Pato (dt. Ente), ist ein ehemaliger mexikanischer Fußballspieler, der meistens im Angriff agierte.

## Leben

### Spieler
Aus den wenig nachvollziehbaren Daten seiner Spielerlaufbahn ist lediglich bekannt, dass Alberto "Pato" Baeza in den frühen 1960er Jahren (zumindest zwischen 1959/60 und 1961/62) für den Club Necaxa spielte. Angeblich spielte er auch in der Liga Española de Fútbol sowie für den CF Pachuca.
Über die einst bedeutsame Rivalität seines Exvereins Necaxa zum CF Atlante sagte Baeza einmal: „Die Begegnung zwischen Atlante und Necaxa war ein echtes Derby; ein Spiel, das von Hass geprägt war und das man nicht verlieren durfte. So wie es heute zwischen América und Chivas der Fall ist. Es war ein Klassiker, der die Fans schon ein bis zwei Wochen vor der Begegnung in Ekstase versetzte und noch lange danach über das Spiel reden ließ, selbst wenn die Leistung auf dem Platz nicht gerade sehenswert war.“
Obwohl Pato Baeza zum mexikanischen WM-Aufgebot 1962 gehörte, kam er weder bei der Weltmeisterschaft selbst noch in irgendeinem anderen Spiel der mexikanischen Nationalmannschaft zum Einsatz und blieb somit ohne Länderspielnominierung.

### Trainer, Vereinsgründer und Jugendkoordinator
Viele Jahre nach Beendigung seiner aktiven Laufbahn wurde ein Fußballverein namens Pato Baeza F.C. ins Leben gerufen, der in der viertklassigen Tercera División spielt und dessen Mannschaft von Alberto "Pato" Baeza trainiert wird. Das Vereinsgelände befindet sich in Texcoco, in dem einst auch der von dem ehemaligen Fußballspieler José Sánchez „El Peque“ gegründete Club Deportivo Texcoco beheimatet war.
Doch der Name "Pato Baeza" steht inzwischen nicht nur für einen mexikanischen Verein der vierten Liga, sondern für Jugendsportförderung überhaupt. So gibt es mittlerweile eine Kinder- und Jugendliga mit dem Namen Liga de Futbol Soccer Infantil y Juvenil Pato Baeza, in der um eine Trophäe mit der Bezeichnung Copa Pato Baeza gespielt wird.